# Municipio de Notla
El municipio de Notla (en inglés: Notla Township) es un municipio ubicado en el  condado de Cherokee en el estado estadounidense de Carolina del Norte. En el año 2010 tenía una población de 4.570 habitantes.

## Geografía
El municipio de Notla se encuentra ubicado en las coordenadas 35°12′57.82″N 84°12′29.74″O / 35.2160611, -84.2082611.